# Tlaxcala
Tlaxcala er en delstat i Mexico, beliggende øst for Mexico City. 
Mod vest deler Tlaxcala grænse med delstaten Mexico, mod nordøst med Hidalgo, samt mod nord øst og syd med Puebla. Staten dækker et areal på 4.037 km² og er dermed den mindste delstat i Mexico. I 2000 havde Tlaxcala et indbyggertal på 962.646 (51,2 % kvinder og 48,8 % mænd). Statens vigtigste eksportvarer er tekstiler, kemikalier, og medicinalvarer. ISO 3166-2-koden er MX-TLA.
Delstatens guvernør i perioden 1998 til 2003, er Alfonso Abraham Sánchez Anaya fra partiet PRD.
Hovedstaden hedder også Tlaxcala, og havde i 2000 et indbyggertal på 73.184. Byen blev grundlagt i 1520 af Hernán Cortés og befinder sig på 19,31° nord, 98,24° vest. 
De større byer Apizaco, Calpulapan, Chiautempan, Huamantla, samt de præ-columbianske ruiner Cacaxtla og Xochitécatl ligger også i delstaten.
Tlaxcala var et rige på præ-columbiansk tid, som aldrig blevet erobret af aztekerne; tlaxcaltecaerne støttede Hernán Cortés i hans erobring af Mexico i det tidlige 16. århundrede. Navnet "Tlaxcala" betyder "Stedet med brød lavet af majskorn".
19°25′44″N 98°09′39″V / 19.4289°N 98.1608°V